# Red de Medios de los Pueblos (Chile)
Red de Medios de los Pueblos (Chile) es una agrupación de medios de comunicación independientes, populares y alternativos de izquierda a la extrema izquierda, nacida en 2009 con el fin de aglomerar los medios de comunicación independientes nacidos de la mano de distintas organizaciones sociales y populares, que disputan hoy sentidos e informaciones a los conglomerados comerciales de los medios chilenos propiedad de los mismos dueños de las riquezas naturales y la industria nacional
Cada una de estas puede tener distintas líneas editoriales, pero encauzadas en lograr una mejor información y educación a quienes comunican. Cada medio que lo compone aporta con informaciones relevantes para su localidad o comunidad y difunde las informaciones de los otros medios, generando una opinión pública alternativa que no se alimenta de las informaciones ni de la pauta de los grandes medios.

## Historia
Nace a partir de la necesidad de mejorar las comunicaciones y compartir el contenido generado por cada organización en particular.
El 8 y 10 de mayo de 2009, en el 4° Encuentro Nacional de Medios de Comunicación Populares en Valparaíso, en el que participaron en su organización los medios ECO Educación y Comunicaciones, Radio Placeres, Umbrales TV, y el periódico El Ciudadano, se fundó esta organización con más de 50 medios y una serie de comunicadores independientes. Viene a ser la culminación de una serie de encuentros de medios populares y experiencias de comunicación autogestionadas que desde el año 2007 se venían realizando con el fin de lograr una articulación sólida.
La agrupación tiene las suborganizaciones comunicacionales de Red de Prensa de los Pueblos, Red de Radio de los Pueblos y 
Red de TV de los Pueblos con capacidad de coordinación y acción frente a las problemas que surgen tanto en los ámbitos de la comunicación como en los de la política del país.

## Miembros
Entre los miembros de la organización se pueden mencionar a los siguientes:
- El Ciudadano
- Aire Puro
- El Irreverente
- El Itihue
- La Voz de Paine
- Mapuexpress
- Medio a Medio
- Radio JGM
- Observatorio
- Periódico El Pueblo
- Programa de Radio AYNI
- Programa Kontrababylon
- Radio Humedales
- Radio La Zarzamora
- Radio Kurruf
- Radio Agüita
- Radio Newen
- Radio Placeres
- Resumen
- Revista Territorio Sur